# Filmografia de Michael B. Jordan
O ator, diretor e produtor estadunidense Michael B. Jordan figurou ou esteve envolvido na produção de diversos filmes ao longo de sua carreira. Jordan teve seus primeiros papéis de destaque no meio televisivo como o narcotraficante Wallace na série de drama policial The Wire (2002) e como Mike na série de comédia Cosby (1999).
No início da década de 2000, Jordan assumiu seus primeiros papéis no cinema ao interpretar o jovem jogador de basquete Jamal no drama Hardball (2001) e como o morador do Brooklyn C.J. no drama Blackout (2003). Nos anos seguintes, Jordan dedicou-se à carreira na televisão e teve pequenas participações  em séries como All My Children (2006) - na qual interpretou o complexo e talentoso adolescente Reginald Montgomery - e também viveu o jogador de futebol redimido Vince Howard na série de drama esportivo Friday Night Lights (2009-2011). Em 2009, em mais uma passagem pelo cinema, Jordan interpretou o filho adolescente de uma pastora protestante no drama Pastor Brown. 
Na década de 2010, Jordan atuou ao lado de Cuba Gooding Jr. no drama histórico Red Tails (2012) e interpretou um estudante popular de ensino médio no filme de suspense Chronicle (2013). Neste mesmo período, participou do elenco regular da sitcom The Assistants (2010) e da série televisiva Parenthood (2010-2011). Jordan teve seu primeiro papel de protagonista como o jovem Oscar Grant III no drama biográfico Fruitvale Station (2013) que reconta os eventos que levaram à execução de Grant por policiais da cidade de Oakland em 2009. Nos anos seguintes, Jordan interpretou o médico Mikey no filme de comédia That Awkward Moment (2014) e o super-herói Johnny Storm no remake Fantastic Four (2015).
Recebendo cada vez mais destaque por sua performance no cinema, Jordan interpretou o pugilista Adonis Creed no filme de drama esportivo Creed (2015) e o antagonista N' Jadaka no filme de super-herói Black Panther (2018). Ambos os filmes foram sucessos de crítica e bilheteria e renderam sequências nas quais Jordan reprisou seus respectivos papéis: Creed II (2018) e Black Panther: Wakanda Forever (2022). O ator também estreou como produtor no filme televisivo de drama Fahrenheit 451 (2018) e estrelou e produziu o drama policial Just Mercy (2019) e o filme de ficção científica Without Remorse (2021).

## Filmografia

### Cinema
| Ano  | Título original                        | Papel | Papel    | Papel                         | Direção               | Ref.   |
| Ano  | Título original                        | Ator  | Produtor | Papel                         | Direção               | Ref.   |
| ---- | -------------------------------------- | ----- | -------- | ----------------------------- | --------------------- | ------ |
| 2001 | Hardball                               | Sim   |          | Jamal                         | Brian Robbins         |        |
| 2007 | Blackout                               | Sim   |          | C.J.                          | Jerry Lamothe         |        |
| 2009 | Pastor Brown                           | Sim   |          | Tariq Brown                   | Rockmond Dunbar       |        |
| 2012 | Red Tails                              | Sim   |          | Maurice Wilson                | George Lucas          | [ 9 ]  |
| 2012 | Chronicle                              | Sim   |          | Steve Montgomery              | Josh Trank            |        |
| 2012 | Hotel Noir                             | Sim   |          | Leon                          | Sebastian Gutierrez   |        |
| 2013 | Fruitvale Station                      | Sim   |          | Oscar Grant III               | Ryan Coogler          | [ 10 ] |
| 2013 | Justice League: The Flashpoint Paradox | Sim   |          | Victor Stone / Ciborgue (voz) | Jay Oliva             | [ 11 ] |
| 2014 | That Awkward Moment                    | Sim   |          | Mikey                         | Tom Gormican          | [ 12 ] |
| 2015 | Fantastic Four                         | Sim   |          | Johnny Storm / Tocha Humana   | Josh Trank            | [ 4 ]  |
| 2015 | Creed                                  | Sim   |          | Adonis Creed                  | Ryan Coogler          |        |
| 2018 | Black Panther                          | Sim   |          | Erik Killmonger               | Ryan Coogler          | [ 6 ]  |
| 2018 | Kin                                    | Sim   | Sim      | Zelador                       | Jonathan Baker        |        |
| 2018 | Creed II                               | Sim   |          | Adonis Creed                  | Steven Caple Jr.      | [ 13 ] |
| 2019 | Just Mercy                             | Sim   | Sim      | Bryan Stevenson               | Destin Daniel Cretton |        |
| 2021 | Without Remorse                        | Sim   | Sim      | John Clark                    | Stefano Sollima       |        |
| 2021 | Space Jam: A New Legacy                | Sim   |          | Ele mesmo                     | Malcolm D. Lee        | [ 14 ] |
| 2021 | A Journal for Jordan                   | Sim   | Sim      | Charles Monroe King           | Denzel Washington     | [ 15 ] |
| 2022 | Black Panther: Wakanda Forever         | Sim   |          | Erik Killmonger               | Ryan Coogler          | [ 16 ] |
| 2023 | Creed III                              | Sim   | Sim      | Adonis Creed                  | Michael B. Jordan     | [ 17 ] |
| 2025 | Sinners                                | Sim   |          | Smoke / Stack                 | Ryan Coogler          | [ 18 ] |